# Moema nudifrontata
Moema nudifrontata är en fiskart som beskrevs av Costa 2003. Moema nudifrontata ingår i släktet Moema och familjen Rivulidae. Inga underarter finns listade i Catalogue of Life.